# Mon prof, ce héros au sourire si doux
Mon prof, ce héros au sourire si doux (France) ou Le béguin de Lisa (Québec) (Lisa's Substitute) est le 19e épisode de la saison 2 de la série télévisée d'animation Les Simpson.

## Synopsis
Mademoiselle Hoover, l'institutrice de Lisa, étant malade, elle est remplacée M. Bergstrom, professeur captivant et très doué. Lisa tombe amoureuse de lui. Ce modèle masculin va se faire au détriment d'Homer, que Lisa va trouver de plus en plus mauvais en tant que père. Bart lui, se présente contre Martin à l'élection du chef de classe, élection que Bart perdra lamentablement alors qu'il était favori, les partisans de Bart trouvant que voter est ringard. Pendant ce temps, alors que M. Bergstrom est parti, Lisa insulte Homer. Finalement, ils se réconcilient.

## Erreurs
- Quand Bart sort de l'école pour saluer la foule d'élèves, une fille à sa gauche porte une robe blanche qui devient subitement rouge lors du plan rapproché. On remarque aussi que cette fille est juste une version de Lisa avec les cheveux bouclés.
- Au début de l'épisode, l'école est bleue gris comme dans la saison 1, puis redevient orange comme c'est le cas à partir de la saison 2.
- M. Bergstrom plie en deux le mot qu'il a écrit à Lisa avant de lui remettre. Or, lorsque cette dernière le lit, elle ne déplie pas la feuille.